# Млика (река)
Млика е река в Косово. Дължината ѝ е към 15 километра. Тя е част е от Адриатическия отводнителен басейн. Под село Вранище се влива в река Плава.

## Извор
Млика извира от планината Шар, от северозападните склонове на нейните върхове Джини Бег и Голема Враца.

## Притоци
Реката протича през района Гора и се влива в река Плава.